# Paul Maischein

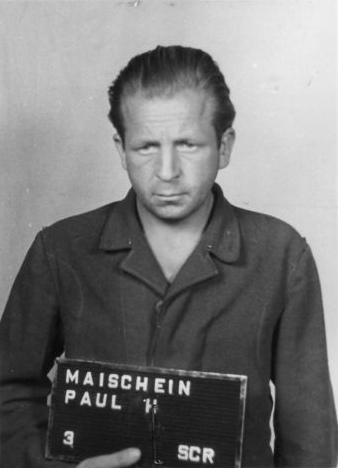
Haftbogenfoto von Paul Maischein. Aufnahme vom Juni 1947

Paul Heinrich Maischein (* 6. Juni 1912 in Lampertheim; † 26. September 1988 ebenda) war ein deutscher SS-Rottenführer und zuletzt als SS-Sanitätsdienstgrad in Konzentrationslagern eingesetzt.

## Leben
Maischein war von Beruf Maschinenarbeiter. Spätestens nach dem Beginn des Zweiten Weltkrieges gehörte er ab 1939 der Waffen-SS an. Nach der Einrichtung des KZ Auschwitz im Juni 1940 wurde er zur dortigen Wachkompanie versetzt. Von dort wurde er im Herbst 1941 zum Dienst im Jugendkonzentrationslager Moringen kommandiert. Von Januar 1944 bis Ende Dezember 1944 war er als SS-Sanitätsdienstgrad im KZ Mittelbau-Dora eingesetzt und danach bis Anfang April 1945 in gleicher Funktion im Außenlager Rottleberode. Anschließend begleitete er aus Rottleberode den Evakuierungsmarsch von KZ-Häftlingen aus Rottleberode bis in die Nähe von Gardelegen.
Nach Kriegsende wurde Maischein interniert und mit 18 weiteren Beschuldigten im Dachauer Dora-Prozess aufgrund der im KZ Mittelbau verübten Verbrechen angeklagt und am 30. Dezember 1947 zu einer fünfjährigen Haftstrafe verurteilt. Nach der Haftverbüßung im Kriegsverbrechergefängnis Landsberg nahm er seinen Wohnsitz in Baden-Württemberg. Im Zuge der Frankfurter Auschwitz-Prozesse wurde Maischein vernommen und gab an, mit dem Lager nicht in Berührung gekommen zu sein.